# JoyCut
I JoyCut sono un gruppo musicale italiano formatosi nel 2003 a Bologna, originari di Potenza.

## Storia
Il nome JoyCut deriva dall'unione concettuale tra Joey, canzone di Nick Drake tratta da Time of No Reply, e Cut, derivante da The Final Cut di Roger Waters, dall'omonimo album dei Pink Floyd.
L'idea del progetto JoyCut prende forma nel 2001 e già nel 2003 ha un grande archivio di canzoni che gli permetterà di registrare un mini EP da due tracce (Lato A/LatoB) Anyflies. Il musicista del gruppo, Pasquale Pezzillo, è un docente di filosofia.
La band si costituisce definitivamente nel 2004 ed in occasione del Pollino Music Festival, presenterà il primo lavoro discografico, autoprodotto, un extended più strutturato chiamato A Fish Counter.
Nel luglio 2005 partecipano ad Arezzo Wave, calcando il palco del Main Stage. L'anno seguente producono un disco "privato" dal titolo The Strange Tale of Mr.Man.
Dopo aver pubblicato il singolo Plastic City, con annesso videoclip, il 16 novembre 2007 viene pubblicato il primo disco con distribuzione ufficiale. Si tratta di The Very Strange Tale of Mr.Man, a cui segue un fittissimo tour che porta la band in giro per l'Italia. Mr. Man è un personaggio creato ed ideato dai JoyCut. Alcuni artisti ed illustratori hanno partecipato alla trasposizione interpretativa della sua iconografia, nonché alla realizzazione di un video a lui dedicato. Fra questi Sergio Algozzino, Gianluca Lagrotta. Nel novembre 2008 hanno aperto la doppia data italiana degli Editors.
Successivamente aprono un laboratorio di ricerca chiamato PillowCase che diventa un vero e proprio spazio culturale in cui prende forma la campagna La foresta degli alberi fantasma in collaborazione con XL, Gruppo L'Espresso, Estragon e Coop Italia. L'impegno della campagna è quello di sensibilizzare e porre l'attenzione sullo spreco dei materiali e in generale nei confronti dell'ambiente.
Nel 2010 la band si dedica alla registrazione di un disco a Londra (presso il The Premises, primo studio europeo alimentato da energia solare) e approda sui palchi di importanti festival internazionali come il Balcony TV Show di Dublino, l'I-Day, dove suona con gli Arcade Fire, il CO2 di Copenaghen e il Canadian Music Fest in Canada.
Nel 2011 esce l'album GhostTreesWhereToDisappear, registrato con Jason Howes (Bloc Party, Arctic Monkeys, Lily Allen). Il disco viene molto apprezzato dalla critica, che sottolinea anche l'impegno nei confronti dell'ecologia definendo la band "EcoWave".
Nel settembre 2013 viene pubblicato l'album PiecesOfUsWereLeftOnTheGround (IRMA records), registrato tra Bologna, New York e Düsseldorf e presentato in anteprima all'Europavox Festival 2013 in Clermont-Ferrand.
Dal 21 febbraio 2014 la band sarà impegnata in un fittissimo tour che toccherà la East & West Coast statunitense, più il Canada.
Nel luglio 2015 i JoyCut aprirono le due date italiane dei Chemical Brothers all’Hydrogen Festival di Piazzola sul Brenta (Padova).
Il suono dei JoyCut è divenuto oramai un marchio di fabbrica, assolutamente identificativo. Sul palco, due batterie speculari, una dalla matrice tribale, l’altra profondamente industriale, accompagnano una postazione elettronica, fra liquidità, cifra sperimentale e tessuti armonici esplorativi.
L’ultimo lavoro PiecesOfUsWereLeftOnTheGround ha di fatto proiettato il progetto oltre la dimensione classica dei confini geografici. Il live, sostenuto da oltre trecento concerti negli ultimi tre anni -fra Stati Uniti, Canada, Asia ed Europa- ha ricevuto il prestigioso riconoscimento di Eurosonic, piazzandosi nella top 5 del circuito ETEP (European Talent Exchange Programme). Risultato internazionale unico per un progetto italiano totalmente indipendente.
L’avvincente partecipazione al TEDx, nella cornice unica del Palazzo della Gran Guardia a Verona, seguita dall’Opera Prima in sei atti: KOMOREBI, portata in scena nel suggestivo Teatro alle Tese, in calendario per l'ultima Biennale di Venezia, ha messo in luce una osmosi ideale fra “luogo” e “suono” capace di soddisfare appieno il potenziale espressivo della band, registrando tra le altre cose il tutto esaurito in entrambe le occasioni.
Con il mantra digitale #JoyCutNeverStops, all’indomani della recente residency francese, presso la Coopérative de Mai e gli Imago’s studios, in occasione delle registrazioni del prossimo capitolo sonoro, previsto per l’inizio del 2019, la band, da pochissimo entrata a far parte della prestigiosa agenzia ITB, si appresta da maggio con The Great Escape Festival ad affrontare un tour UK prima di concedersi ai prossimi festival estivi.
Il 15 giugno 2018 la band è stata invitata da Robert Smith dei The Cure a partecipare al Meltdown Festival di Londra.
Il 2019 è la stagione dei Festival Internazionali, il cui culmine sarà la condivisione del palco con The Cure all'INmusic di Zagabria.
Il 19 gennaio 2020, poche settimane prima della Pandemia, la band si esibisce in uno dei concerti più memorabili, proprio a casa, a Bologna, davanti a 40.000 persone a sostegno di quattro ragazzi, attivisti dello spirito libero, chiamati “Le Sardine”: un movimento di funzione sociale che, in quel momento storico, ha saputo costruire una vera e coscienziosa opposizione al nascente populismo di destra nel paese.
La filosofia della band, da sempre legata alle tematiche ambientali, ha celebrato il 7 febbraio 2020, via KEXP Radio, il #Clash4Climate, giornata internazionale dedicata alla Crisi Climatica.
24 ore tematiche on air all’interno delle quali Kevin Cole ha intervistato i JOYCUT, redigendo un podcast esclusivo, il cui statement green è divenuto ennesimo manifesto poetico della sensibilità della band.
Il 2 Aprile del 2020, nella data palindroma 02.02 | 20.20, la band annuncia, attraverso la pubblicazione di una traccia inedita, la imminente uscita di un nuovo Album prevista per la fine del 2021. 
La traccia è intitolata “LISANTROPE” ed è dedicata ai fragili ed ai vulnerabili dimenticati nei tempi sospesi, con un riconoscimento d’onore a Pasquale Pezzillo, che in quel giorno preciso, compie i suoi 100 anni: un ragazzo, un padre, un marito, un soldato, un uomo, un centenario, isolato, in tempi di Pandemia.
Il video di LISANTROPE, realizzato da Luca Previtali su tecnica organica digitale di Daniel Kang è stato nominato per la categoria Music Video dal Festival di Bordeaux “Vermiosa Film Festival”. 
Nonostante la Pandemia e i lockdown | sullo sfondo di questi tempi sospesi e difficili | ci sono stati alcuni momenti salienti significativi, una partecipazione al Festival MED “streaming” per l'Europa e uno spettacolo “in presenza”; l’ultimo davanti ad un pubblico reale, a Prato presso l’ Anfiteatro Pecci, il 15 luglio 2020.
Dopo aver terminato di mixare i brani per il Nuovo Album, negli ultimi lunghi e silenziosi mesi del 2020, in risposta alle severe restrizioni applicate all'Industria Musicale e in aiuto ai live club in difficoltà senza precedenti, i JOYCUT decidono di agire lanciando la campagna “1+1” per raccogliere fondi da donare a quei luoghi.
Nel gennaio 2021, il primo giorno del nuovo anno, la band esegue “1+1” | ForTheOnesWhoDreamOfBetterWorlds: un concerto di oltre due ore, uno spettacolo in live streaming, dal Teatro Municipale Romolo Valli di Reggio Emilia, raccogliendo e devolvendo il 100% dei biglietti venduti a favore di 19 music venue.
“1+1” | ForTheOnesWhoDreamOfBetterWorlds diventerà un FILM / LIBRO in fotografie, contenente tutte le tracce del Nuovo Album nella loro versione live.
Nel frattempo, il 12.02 | 20.21, finalmente e per la prima volta, “JOYCUT | Robert Smith’s Meltdown [OneStepCloserToTheMoon]” approda anche in Italia, in TV, trasmesso da Sky Arte [nella sezione On Demand | Musica | Speciali].
Il documentario aveva già visto la fruizione attraverso i Film Festival Internazionali: "Finalist Best Documentary" per "Wales International Film Festival", “STIFF - Seattle True International Film Festival”, "Doc 'n' Roll Film Festival - London”.
Nell’estate del 2021 continuerà il suo viaggio e la sua proiezione presso il Melbourne Documentary Film Festival.
Il 12 giugno 2021, in esclusiva per il Record Store Day, a distanza di dieci anni dall’uscita dell’Album “GhostTreesWhereToDisappear”, per celebrarne longevità e contenuti -quanto mai attuali- la band pubblicherà per la prima volta una speciale versione in vinile, in una edizione limitata su supporto bianco con venature grigie, contenente un voucher che includerà oltre alle tracce digitali anche inediti e rarità dal periodo 2011.
Brian Eno seleziona una traccia del nuovissimo album per il suo progetto EARTH/PERCENT la cui playlist/compilation uscirà il 22 aprile 2022.
Il 20 maggio 2022 presso il Museo d’Arte Moderna | MAMBO | di Bologna, JOYCUT, in anteprima assoluta, permetterà ai visitatori di poter accedere ad una installazione inedita, dalla natura pluripercettiva, il cui ascolto di prossimità | unitamente a mapping ed immagini | introdurrà, finalmente, il pubblico al BLU* JOYCUT.
Il 5 giugno 2022 "TheBluWave - TimesWhenSilenceIsAPoem - TheIceHasMelted - AndBleedingGlaciersFormOurTears", quarto lavoro della band, vede finalmente la luce_ 
Dopo 9 anni di assiduo divenire, una nuova onda, sveste la spiaggia, come neve sul disastro.
Nell’autunno del 2022, si tengono concerti europei unici e monografici a sostegno della nuova pubblicazione.
La prima parte del tour si conclude il 25 febbraio a Bologna, all’Estragon Club, con uno spettacolo significativo che, nei bis, celebra il decimo anniversario dell’album PiecesOfUsWereLeftOnTheGround.
Il 13 luglio viene presentata un’esclusiva performance Live per KEXP [cinque brani tratti da TheBluWave Album e un’intervista], condotta dal leggendario Kevin Cole all’interno degli studi della radio, nel Seattle Center.
Wall Of Humanity è uno dei progetti più ambiziosi realizzati dalla band, per il quale, Il 16 settembre 2023 la band si esibisce all'Auditorium Manzoni di Bologna con l'Orchestra Filarmonica del Teatro Comunale di Bologna, in un concerto sold out della durata di due ore e mezza.
Una produzione imponente i cui contenuti mirano a diffondere un messaggio profondo e urgente; mettendo in luce il crollo dei valori umani, a partire da una voce narrante che recita un estratto da L’Uomo è Antiquato di Günther Anders, proiettando immagini feroci degli allevamenti intensivi, scene sanguinose dell’Antropocene, crimini di guerra e violazioni dei diritti umani, sottolineando disperatamente l’attuale, inspiegabile follia del dominio umano.
A novembre, JOYCUT accompagna per 11 date europee l'eccellente e amatissimo collettivo ARCHIVE, in tour con il loro nuovo album Call To Arms & Angels: le due band condividono una delle più belle esperienze umane vissute finora.
A dicembre, proseguendo la celebrazione del 10° anniversario del terzo album in studio PiecsOfUsWereLeftOnTheGround, la band pubblica, per la prima volta, un Double Album Deluxe Set che include tutte le 15 tracce, in 2 vinili da 12” – 180 grammi – eco-vinile in edizione arcobaleno.
Il 21 aprile 2025 — giorno del compleanno di Robert Smith — viene svelato un progetto meraviglioso, dedicato a una causa tra le più nobili: il remix di JOYCUT "Anti-Gravitational" è incluso in Mixes of a Lost World, una raccolta di reinterpretazioni tratte dall’album dei The Cure Songs of a Lost World.
Questo ambizioso progetto, supervisionato personalmente da Robert Smith, riunisce 24 remix unici firmati da remixers e artisti come Four Tet, Paul Oakenfold, Mogwai, Orbital, Trentemøller, Mura Masa, JOYCUT e altri ancora.
Mixes of a Lost World uscirà il 13 giugno 2025, in diverse edizioni, incluse versioni deluxe su 3CD, 3LP (Bio Vinyl) e musicassetta.
Tutti i proventi saranno devoluti a War Child UK, in supporto ai bambini colpiti dalla guerra.

## Formazione
- Pasquale Pezzillo - fondatore, voce, tastiere, elettronica, chitarra, contenuti, composizioni
- Gaël Califano - percussioni industriali, tastiere
- Matilde Benvenuti - batteria tribale, tastiere

## Discografia

### Album
- 2007 - The Very Strange Tale of Mr.Man
- 2011 - GhostTreesWhereToDisappear
- 2013 - PiecesOfUsWereLeftOnTheGround
- 2022 - The Blue Wave

### Singoli ed EP
- 2003 - Anyflies – Single A/B Side
- 2004 - A Fish Counter
- 2006 - The Strange Tale of Mr.Man
- 2009 - Apple – Single [Radio Sampler]
- 2009 - Ghost Trees – EP
- 2011 - GardenGrey – Single
- 2013 - Wireless – Single and Video
- 2022 - ThePlasticWhale – EarthPercent Exclusive Premiere
- 2022 - Novembre13 – Single and Double Video
- 2022 - BluTokyo – Single and Video